# Т-44
Т-44 је био совјетски тенк који је ушао у производњу током последње године Другог светског рата. Био је наследник веома успешног Т-34. Направљено их је мање од 2 хиљаде, али је дизајн постао основа за Т-54/55 који је најпроизвођенији тенк свих времена.

## Настанак
Још пре избијања Другог светског рата по први пут се појављује тенковски пројекат који треба да наследи Т-34. Због катастрофалног почетка сукоба и потребе за убрзаном производњом тренутно довршених модела тенкова пројекат каснијег имена Т-44 је био обустављен до бољих дана. Ти дани напокон наступају после битке код Курска када долази до ослобађања дела Украјине у којем започиње производња првих примерака овог тенка.
Иако је било произведено до краја рата 150 примерака Т-44 ниједан од њих није употребљен у борбама пошто су заповедници више преферирали стари поуздани Т-34, од ове новотарије.

## Опрема
Т-44 је био у стварности међугенерацијски тенк између ратно популарног Т-34 и будућег светски најмасовније произвођеног тенка Т-55. Као такав тенк он је у себи имао неке особине од оба тенка. Гусенице су биле од Т-34, али сам систем кретања је био од раних модела Т-55. Слично томе купола је била преузета од претходника, док је мотор био од наследника.
Оклоп Т-44 је био дебео 120 mm, док је величина топа зависила о верзији тенка и кретала се између 85 и 122 mm. Након произведених 1.800 примерака Т-44 1947. године се доноси одлука о обустави производње како би се ослободили индустријски капацитети за градњу Т-55 .